# John Albert Johnson
John Albert Johnson (St. Peter, 28 luglio 1861 – Rochester, 21 settembre 1909) è stato un politico statunitense. Fu eletto al Senato del Minnesota, in cui rimase dal gennaio 1897 al gennaio 1901. Divenne, in seguito, governatore del Minnesota dal 4 gennaio 1905 fino alla sua morte, il 21 settembre 1909. Era democratico.
Fu il primo governatore del Minnesota ad essere nativo dello stato. Fu anche il terzo governatore democratico da quando il Minnesota divenne stato. Dopo la sua morte, il governatorato andò al vicegovernatore Adolph Olson Eberhart.
Anche se fu il primo governatore nato in Minnesota e il primo a morire quando era ancora in carica, John Johnson è ricordato come un leader coraggioso e carismatico. Fu anche il governatore del Minnesota a correre per la nomina presidenziale democratica nel 1908, ma perse contro William Jennings Bryan.

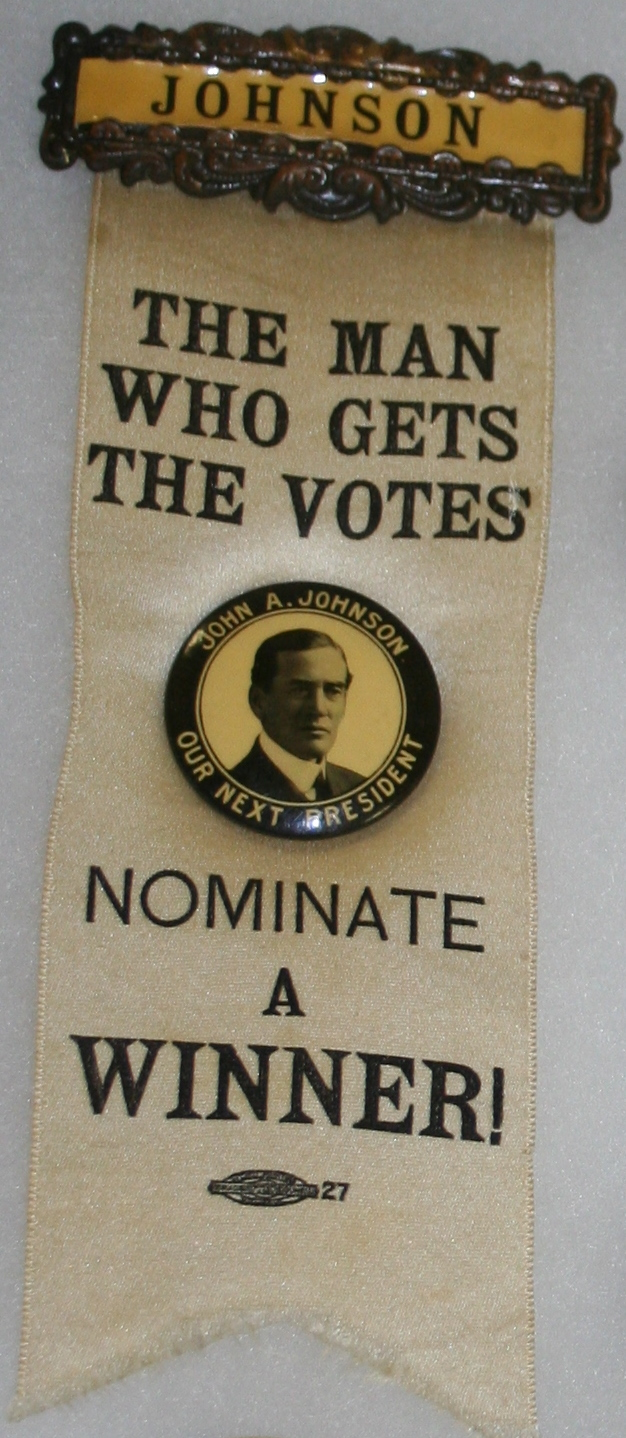
Nastro per la nomina democratica di Johnson nel 1908

Figlio primogenito di una povera famiglia svedese e abbandonato dal padre alcolizzato, Johnson lasciò la scuola a 13 anni per sostenere la madre e i fratelli. La sua laboriosità colpì i democratici locali che gli chiesero di unirsi a loro. Il suo successo attirò l'attenzione giornalistica statale e promosse le sue aspirazioni politiche.
Dopo un inizio poco brillante, venne eletto al Senato del Minnesota nel 1898. Successivamente, venne eletto per ben tre volte governatore (1904, 1906, 1908) ottenendo un consenso bipartisan.
Johnson iniziò il suo terzo mandato con riserve dato che la sua salute era precaria. Quando morì improvvisamente a 48 anni, i cittadini dello Stato ne rimasero addolorati.
Alcune statue che lo raffigurano si trovano sui gradini del Minnesota State Capitol. La Johnson Senior High School a Saint Paul è così chiamato in suo onore.